# Odeon Heroda Atiškega
Odeon Heroda Atiškega je kamnita gledališka struktura na jugozahodnem pobočju Atenske akropole v Atenah v Grčiji.

## Antično obdobje
Zgrajen je bil leta 161 n. št. po naročilu atenskega bogataša Heroda Atiškega v spomin na njegovo ženo Aspazijo
Anio Regila. Prvotno je bilo stopničasto gledališče s tremi vrstami kamnitih klopi in leseno streho iz dragega cedrovega lesa iz Libanona. Uporabljali so ga kot prizorišče za glasbene koncerte. Ostal je nedotaknjen, dokler ni bil po napadu Herulov leta 267 uničen in spremenjen v ruševine.

## Zgradba
V nasprotju s sosednjim večjim in v ruševinah ohranjenim Dionizovim gledališčem je Odeon gledališče, narejeno v rimski in ne grški zasnovi: orkestra (prostor za igranje) je na eni strani prek tribun na drugo stran obdan z odrskim prostorom. Ta je bil sestavljen iz osrednje zgradbe in dveh kril. Številne obokane niše, bogato strukturirane, so imele stene prekrite z marmorjem in bile opremljene s številnimi kipi. Avditorij je bil prekrit z največjo znano streho v antiki, proste širine skoraj 50 m.  32 strmih vrst sedežev iz marmorja je sestavljalo polkrog, kjer je lahko bilo 5000 gledalcev.

## Sodobnost
Leta 1952 in 1953 so bile klopi obnovljene in je gledališče je spet zaživelo. Stojišča za občinstvo in orkestra (oder) so bili obnovljeni s pentelikonskim marmorjem. Od takrat je to glavno prizorišče Atenskega festivala, ki je vsako leto od maja do oktobra, in se ponaša z vrsto odmevnih grških, pa tudi mednarodnih nastopov.
Leta 1957 je na festivalu v Atenah v Odeonu nastopila Maria Callas, istega leta je bila ob svoji devetdesetletnici Edith Hamilton razglašena za častno meščanko Aten. Maja 1962 je imel Frank Sinatra dva dobrodelna koncerta za mesto Atene. Odeon Heroda Atiškega je bil prizorišče izbiranja Miss Universe 1973. Nepozaben je bil tudi nastop grške pevke Nane Mouskouri leta 1984, ko se je po 20 letih vrnila v svojo državo. Luciano Pavarotti je nastopil v Odeonu dvakrat, leta 1991 in leta 2004. Vangelisova Mythodea je bila premierno predvajana julija 1993, gledališče je gostilo Yannijev performans Live at the Acropolis septembra 1993. Sting je tu nastopil med svojo Mercury Falling Tour 17. maja 1996. Mario Frangoulis je leta 1996 nastopil z Yannisom Markopoulosom v njegovem Orfeju in tudi igral vlogo Erotokritosa v njegovem delu, ki temelji na Vitsentzosovem Kornarosovem Erotokritosu. Nastopal je tudi v glasbeni izvedbi zgodovinske pesnitve Axion Esti  Odysseusa Elytisa na glasbo Mikisa Theodorakisa in maja 1998 dirigiral za fundacijo za otroke Elpida, obolele za rakom. Elton John je imel leta 2000 dva koncerta med svojo  Medusa Tour. Junija 2008 je Sylvie Guillem na festivalu zaplesal Bolero skupaj s tokijskim baletom. Septembra 2010 je imel tenorist Andrea Bocelli koncert za zbiranje sredstev za raziskave raka. Leta 2012 je Mario Frangoulis v glavni vlogi v kantati Carmina Burana  Carla Orffa nastopil v Odeonu. 
Med umetniki, ki so gostovali v Odeonu Heroda Atiškega, so še: Placido Domingo, José Carreras, Montserrat Caballé, Alicia de Larrocha, balet Bolšoj teatra, Maurice Béjart, Joaquín Cortés, Paco de Lucía, Diana Ross, Liza Minnelli, Goran Bregović, Jean Michel Jarre, Ennio Morricone, Jethro Tull, Karolos Koun, Mikis Theodorakis, Manos Hatzidakis, Nikos Koundouros, Spiros Evangelatos, Yannis Markopoulos in mnogi drugi pomembni umetniki in umetniške organizacije.